# Catar en los Juegos Olímpicos de Los Ángeles 1984
Catar estuvo representado en los Juegos Olímpicos de Los Ángeles 1984 por un total de 24 deportistas masculinos que compitieron en 3 deportes.
El portador de la bandera en la ceremonia de apertura fue el atleta Wahid Jamis Al-Salem. El equipo olímpico catarí no obtuvo ninguna medalla en estos Juegos.